# Netaudio
Der Begriff Netaudio oder auch Netzmusik ist eine Bezeichnung für Musik, die kostenlos über das Internet von sogenannten Netlabels vertrieben wird. Gegenwärtig ist das bevorzugte Dateiformat MP3 für Downloads. Für Audio-Streams werden unterschiedliche Formate wie Real Audio, MP3, Ogg Vorbis oder WMA genutzt.
Netaudio gibt es in der Regel auf Netlabels zu finden oder als Promotion-Werkzeug von Musikfirmen, um dem Surfer einen Eindruck von einem neuen Album zu geben. Netaudio ist die generelle Bezeichnung für Musik im digitalen Format, die entweder als Download verfügbar ist oder als Stream empfangen werden kann, jedoch hat sich der Begriff als Synonym für von Netlabels angebotene Musik durchgesetzt.
Fast alle Netlabels bieten mittlerweile ihre Downloads in mindestens 192kbit/s an. Einige Labels unterstützen sogar die freien Dateiformate FLAC und Ogg Vorbis, die den Open-Content-Charakter der eigenen Musik nicht nur ideologisch unterstützen.

## Netzmusik
Netzmusik bezeichnet vielmehr ein musikalisches Genre, welches in Netzwerken (wie z. B. Internet) praktiziert wird. Hierbei können die Phänomene in Kategorien wie Soundtoys, Netz-Instrumente und Audio-Live-Tools eingeordnet werden.

### Soundtoys
Was Soundtoys am deutlichsten charakterisiert, sind ihre spezifischen Ideen. Soundtoys sind atmosphärisch mystifizierte, spielerisch zu entdeckende virtuelle Räume.
Hierbei handelt es sich um kleine graphische Interfaces, die eine Steuerung von musikalischem Material zulassen. Hierbei ist die Komplexität stark eingeschränkt, woraus auch ein eingeschränktes musikalisches Ausdrucksvermögen resultiert.

### Netz-Instrumente
Ausprägungen von Netzmusik, die zugleich hohe klangfarbliche Komplexität und ein großes Maß an Kontrolle über deren Erzeugung.

### Audio-Live-Tools
Im Grunde handelt es sich bei dieser Gattung nahe der Form von Soundtoys, doch haben sie einen ganz anderen Charakter. Nicht der Reiz des Sonderbaren, des Effektes steht im Vordergrund, sondern eine „naive“ Form des Musikproduzierens mit stark vereinfachten (dadurch übersichtlichen) Mitteln. Weiterhin charakteristisch ist eine enge Anbindung an kommerzielle Produkte (Bacardi, Ford etc.) und dass schnell ansprechende Ergebnisse (Erfolgserlebnisse) mit ihnen erzielt werden können.